# ТМ-39
ТМ-39 — противотанковая мина.
Одна из первых разработанных в СССР противотанковых мин. Мина была принята на вооружение в 1939 году, в 1944 году производство ТМ-39 было прекращено. Применялась в небольших количествах в годы Второй мировой войны Красной Армией. В настоящее время (2009 г.) мина не производится.
ТМ-39 мина противотанковая противогусеничная нажимного действия. Взрыв происходит при наезжании гусеницей танка или колесом автомобиля на верхнюю крышку мины.
Мина представляла собой удлинённую металлическую коробку с откидной на петлях крышкой. Внутри коробки помещался заряд взрывчатки и устанавливался взрыватель.